# Axel Svensson (konstnär)
Axel Rudolf Svensson, född 12 februari 1895 på Smögen i Kungshamns församling, Göteborgs och Bohus län, död 14 augusti 1979 i Annedals församling, Göteborg, var en svensk målare.
Han var son till tunnbindaren Karl Johan Svensson och hans fru född Carlberg. Svensson var från 1917 gift med Ruth Lilly Alinde Samuelsson. Svensson studerade konst i Göteborg. Han medverkade i Göteborgs konstförenings Decemberutställningar på Göteborgs konsthall från 1954. Hans konst består av mariner, stilleben och landskapsskildringar.